# 青銅神樹

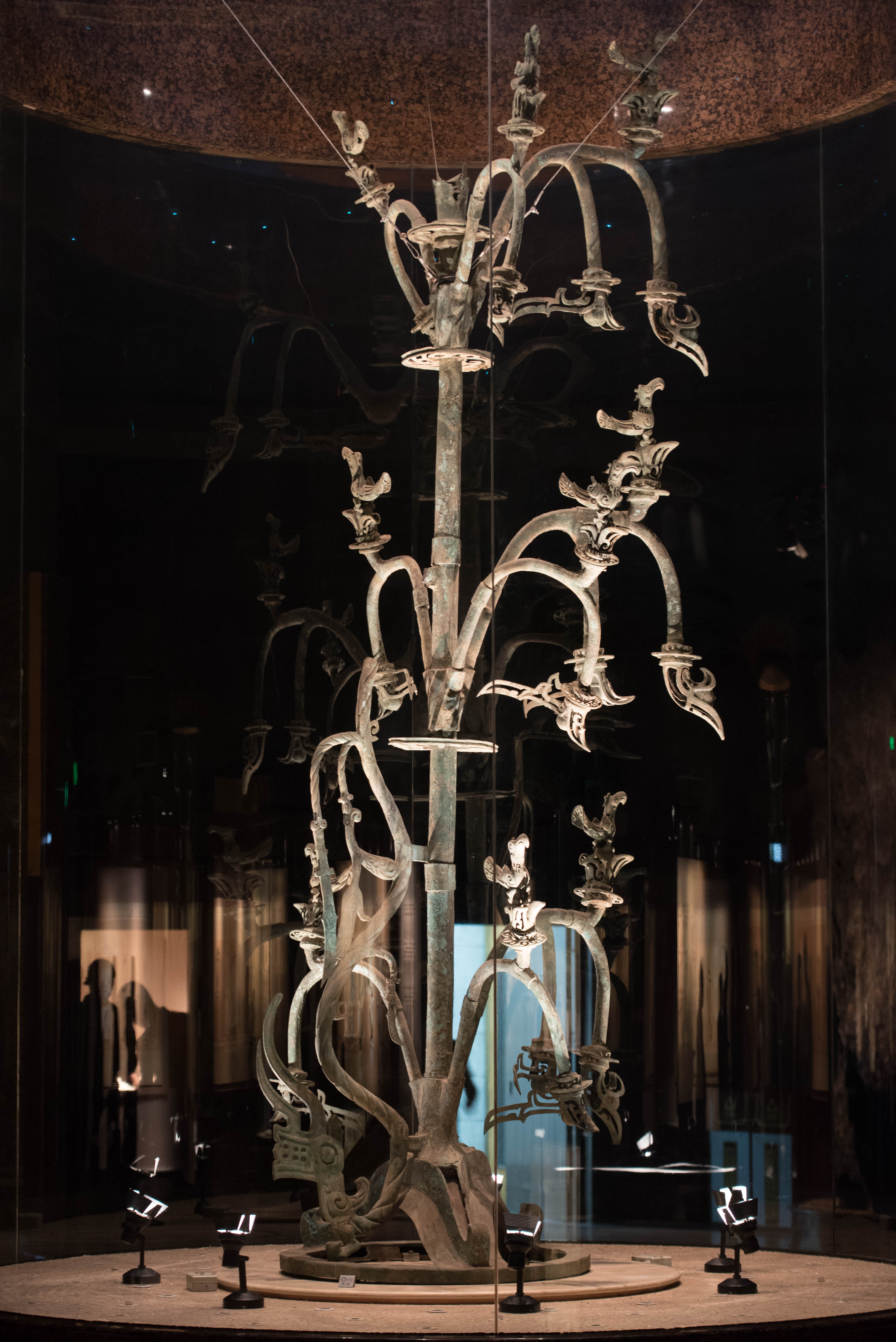
青銅神樹

青銅神樹（せいどうしんじゅ）は、中国四川省の三星堆遺跡から出土した青銅製の巨大な樹木型の考古遺物。

## 概要
青銅神樹は、1986年8月に三星堆遺跡の二号祭祀坑から発掘された。神樹の高さは3.84メートル。3段構造で、それぞれの段から3つの枝が生えており、27個の蕾と9羽の鳥が付いている。幹には頭を下に向けた龍が絡み付いている。前脚は神樹の土台の上にあり、後足は人間の手のようであり、体からは羽根状のものがぶら下がっている。
中国神話には神樹に関する多くの伝説があるが、代表的なものに『山海経』に見られる東の地にある扶桑、中央の建木、西の若木がある。 三星堆の神樹は、これらの3つの神木の要素を持つものと見られており、古代の人々の太陽崇拝の産物であるだけでなく、古代の人々の心の中の「天国への梯子」でもあり、宇宙の概念を表す宇宙の木でもあると考えられている 。 

## ギャラリー

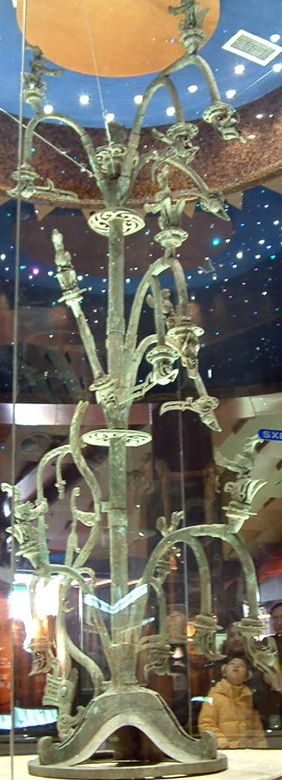
青銅神樹
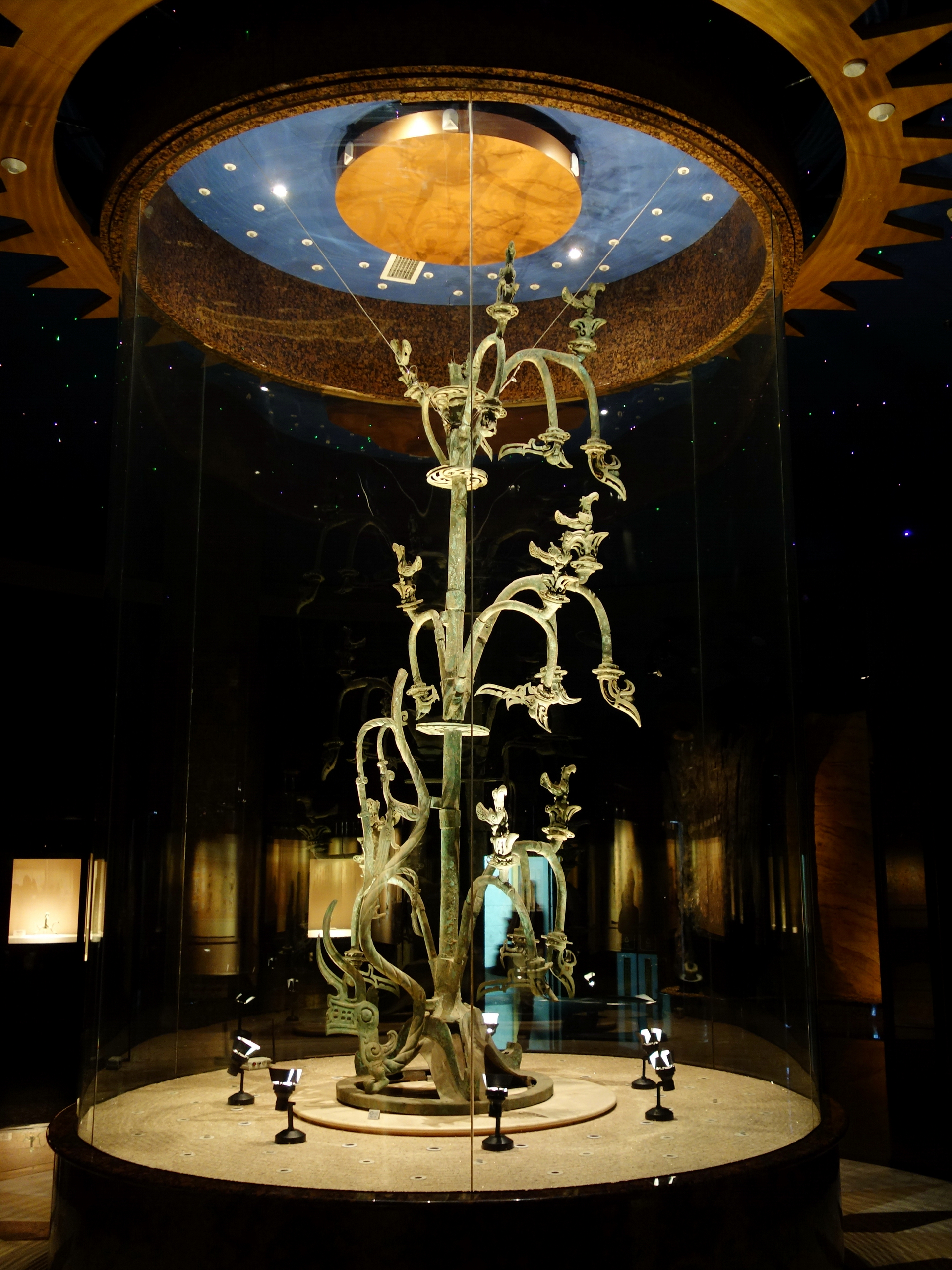
青銅神樹
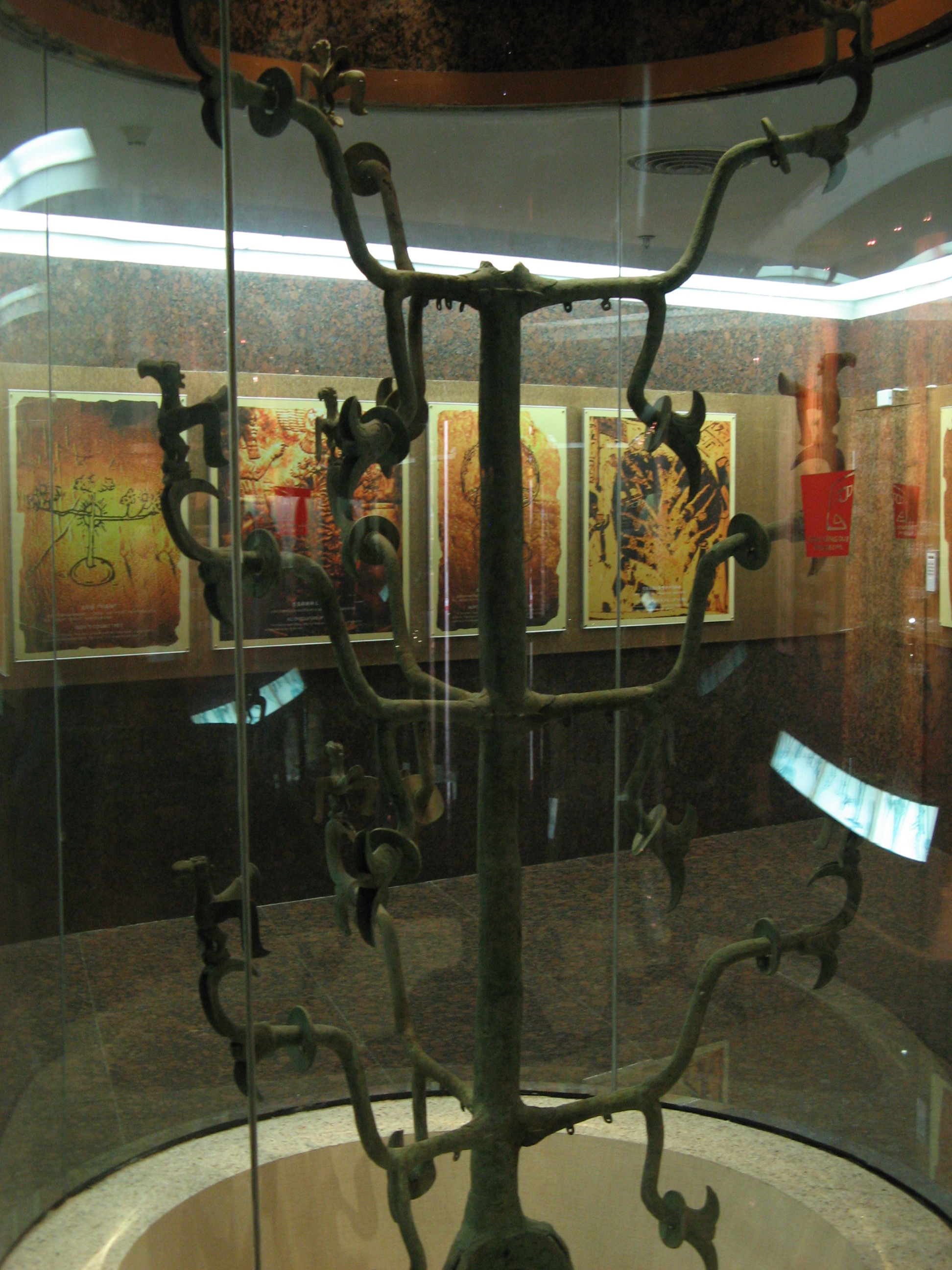
青銅神樹
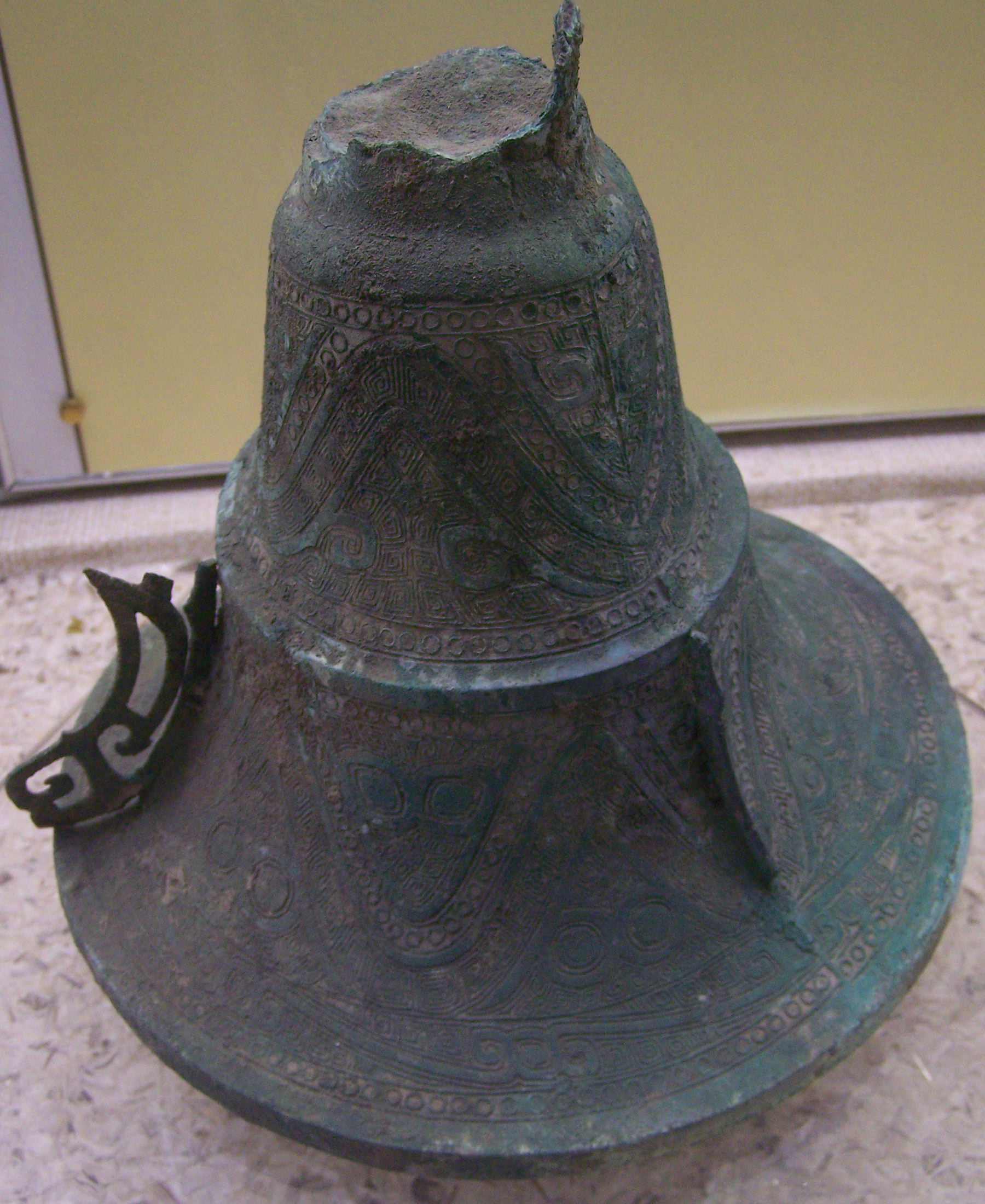
青銅神樹の台座